# Эрмитидж (Арканзас)
Эрмитидж (англ. Hermitage, Arkansas) — город, расположенный в округе Брадли (штат Арканзас, США) с населением в 769 человек по статистическим данным переписи 2000 года.

## География
По данным Бюро переписи населения США город Эрмитидж имеет общую площадь в 2,85 квадратных километров, водных ресурсов в черте населённого пункта не имеется.
Город Эрмитидж расположен на высоте 56 метров над уровнем моря.

## Демография
По данным переписи населения 2000 года в Эрмитидже проживало 769 человек, 142 семьи, насчитывалось 219 домашних хозяйств и 361 жилой дом. Средняя плотность населения составляла около 256 человек на один квадратный километр. Расовый состав Эрмитиджа по данным переписи распределился следующим образом: 45,25 % белых, 30,30 % — чёрных или афроамериканцев, 0,26 % — коренных американцев, 0,13 % — азиатов, 1,56 % — представителей смешанных рас, 22,50 % — других народностей. Испаноговорящие составили 27,57 % от всех жителей города.
Из 219 домашних хозяйств в 42,9 % — воспитывали детей в возрасте до 18 лет, 40,2 % представляли собой совместно проживающие супружеские пары, в 26,1 % семей женщины проживали без мужей, 28,4 % не имели семей. 24,5 % от общего числа семей на момент переписи жили самостоятельно, при этом 11,5 % составили одинокие пожилые люди в возрасте 65 лет и старше. Средний размер домашнего хозяйства составил 2,95 человек, а средний размер семьи — 3,51 человек.
Население города по возрастному диапазону по данным переписи 2000 года распределилось следующим образом: 36,8 % — жители младше 18 лет, 14,2 % — между 18 и 24 годами, 26,0 % — от 25 до 44 лет, 13,9 % — от 45 до 64 лет и 9,1 % — в возрасте 65 лет и старше. Средний возраст жителей составил 24 года. На каждые 100 женщин в Эрмитидже приходилось 94,7 мужчин, при этом на каждые сто женщин 18 лет и старше приходилось 91,3 мужчин также старше 18 лет.
Средний доход на одно домашнее хозяйство в городе составил 18 438 долларов США, а средний доход на одну семью — 24 792 доллара. При этом мужчины имели средний доход в 21 136 долларов США в год против 17 500 долларов среднегодового дохода у женщин. Доход на душу населения в городе составил 10 571 доллар в год. 34,8 % от всего числа семей в округе и 39,3 % от всей численности населения находилось на момент переписи населения за чертой бедности, при этом 51,0 % из них были моложе 18 лет и 18,1 % — в возрасте 65 лет и старше.

## Транспорт
Через Эрмитидж проходит железнодорожная ветка Fordyce and Princeton Railroad. Магистраль имеет в длину почти 71 километр, построена между населёнными городами Тинсман — Кроссетт и проходит через населённые пункты Бэнкс, Крэни, Эрмитидж, Инголс, Вик, Брод, Эмери и Уитлоу.